# Penang River
Penang River är ett vattendrag i Fiji.   Det ligger i divisionen Västra divisionen, i den norra delen av landet, 90 km norr om huvudstaden Suva. Penang River ligger på ön Viti Levu.